# ماتيوس تيكسيرا
ماتيوس تيكسيرا هو لاعب كرة قدم برازيلي، ولد في 8 مارس 1999 في José Bonifácio, São Paulo ‏ في البرازيل.

## وصلات خارجية
- ماتيوس تيكسيرا على موقع رابطة كرة القدم اليابانية للمحترفين (اليابانية)
- ماتيوس تيكسيرا على موقع قاعدة بيانات كرة القدم.إي يو (الإنجليزية)
- ماتيوس تيكسيرا على موقع Soccerway.com (الإنجليزية)
- ماتيوس تيكسيرا على موقع عالم كرة القدم.نت (الإنجليزية)